# Alexis Crevel
Alexis Crevel (ur. 26 marca 1985 w Reims) – francuski wioślarz.
W 2007 r. ukończył Uniwersytet Technologiczny w Sydney.

## Osiągnięcia
- Mistrzostwa Europy – Ateny 2008 – czwórka bez sternika – 8. miejsce[1].